# 俄亥俄 (堪薩斯州)
俄亥俄（英語：Ohio）是位於美國堪薩斯州史密斯縣的一個鬼鎮。

## 歷史
俄亥俄的郵政局於1876年設立，直到1901年結束營運。

## 地理
俄亥俄所處的海拔為高於海平面648米（即2126英呎），而該地所採用的時區為UTC-6，即北美中部時區（CST）。同時該地設有夏令時間，為UTC-6調快一小時，即UTC-5（CDT）。